# 175. medicinska brigada (ZDA)
175. medicinska brigada (izvirno angleško 175th Medical Brigade) je bila medicinska brigada Kopenske vojske Združenih držav Amerike.